# Cynoglossum trianaeum
Cynoglossum trianaeum är en strävbladig växtart som beskrevs av Hugh Algernon Weddell. Cynoglossum trianaeum ingår i släktet hundtungor, och familjen strävbladiga växter. Inga underarter finns listade i Catalogue of Life.